# La Penne-sur-Huveaune
Pour les articles homonymes, voir Penne.
La Penne-sur-Huveaune est une commune française située dans la banlieue est de Marseille, dans le canton d'Aubagne, dans le département des Bouches-du-Rhône, en région Provence-Alpes-Côte d'Azur.

## Géographie

### Localisation
Située entre Marseille et Aubagne, près de l'Autoroute A50, le long de la nationale D 8N. La Penne-sur-Huveaune est située sur l'ancien chemin conduisant à Cassis, désormais fermé à la circulation par les installations militaires du camp de Carpiagne.
Les communes limitrophes sont  Aubagne et Marseille.

### Relief
La Penne-sur-Huveaune est « coupée » en deux par une petite chaîne montagneuse culminant à 134 mètres d'altitude. Elle fait office de séparation entre tout le côté du boulevard Jean-Jacques-Rousseau et le boulevard Voltaire.
Elle possède également un morceau du massif de Saint-Cyr, dont les plus hauts sommets de la commune sont la Candolle (404 mètres) et le Télégraphe (311 mètres).

### Hydrographie
La commune et la ville sont traversées par l'Huveaune, fleuve de 48,4 km qui se jette dans la Méditerranée à Marseille.

### Climat
Pour des articles plus généraux, voir Climat de Provence-Alpes-Côte d'Azur et Climat des Bouches-du-Rhône.
En 2010, le climat de la commune est de type climat méditerranéen franc, selon une étude du Centre national de la recherche scientifique s'appuyant sur une série de données couvrant la période 1971-2000. En 2020, Météo-France publie une typologie des climats de la France métropolitaine dans laquelle la commune est exposée à un climat méditerranéen et est dans la région climatique Provence, Languedoc-Roussillon, caractérisée par une pluviométrie faible en été, un très bon ensoleillement (2 600 h/an), un été chaud (21,5 °C), un air très sec en été, sec en toutes saisons, des vents forts (fréquence de 40 à 50 % de vents > 5 m/s) et peu de brouillards.
Pour la période 1971-2000, la température annuelle moyenne est de 14,8 °C, avec une amplitude thermique annuelle de 14,6 °C. Le cumul annuel moyen de précipitations est de 579 mm, avec 5,4 jours de précipitations en janvier et 1,4 jours en juillet. Pour la période 1991-2020, la température moyenne annuelle observée sur la station météorologique de Météo-France la plus proche, « Aubagne », sur la commune d'Aubagne à 5 km à vol d'oiseau, est de 15,1 °C et le cumul annuel moyen de précipitations est de 647,8 mm. 
La température maximale relevée sur cette station est de 40,9 °C, atteinte le 5 août 2017 ; la température minimale est de −11,1 °C, atteinte le 12 février 2012,,.
| Mois                                  | jan.          | fév.           | mars          | avril         | mai           | juin          | jui.          | août           | sep.           | oct.            | nov.            | déc.          | année      |
| ------------------------------------- | ------------- | -------------- | ------------- | ------------- | ------------- | ------------- | ------------- | -------------- | -------------- | --------------- | --------------- | ------------- | ---------- |
| Température minimale moyenne (°C)     | 2,4           | 2              | 4,4           | 7             | 10,6          | 14,2          | 16,5          | 16,5           | 13,3           | 10,4            | 6,1             | 3,2           | 8,9        |
| Température moyenne (°C)              | 7,6           | 7,9            | 10,7          | 13,3          | 17,3          | 21,3          | 23,9          | 23,9           | 19,9           | 16,1            | 11,3            | 8,3           | 15,1       |
| Température maximale moyenne (°C)     | 12,9          | 13,7           | 17            | 19,6          | 24            | 28,5          | 31,3          | 31,3           | 26,5           | 21,8            | 16,4            | 13,4          | 21,4       |
| Record de froid (°C) date du record   | −7,7 07.01.02 | −11,1 12.02.12 | −7,6 02.03.05 | −3,7 08.04.21 | 1,3 07.05.19  | 5,5 03.06.06  | 7,2 17.07.00  | 8,9 24.08.1988 | 4,3 29.09.1993 | −3,3 30.10.1997 | −7,7 23.11.1998 | −8,8 30.12.05 | −11,1 2012 |
| Record de chaleur (°C) date du record | 21,7 28.01.02 | 23,6 24.02.20  | 25,7 24.03.01 | 29 28.04.05   | 34,9 27.05.22 | 40,2 28.06.19 | 40,2 23.07.03 | 40,9 05.08.17  | 36 04.09.23    | 31,5 02.10.1997 | 25,2 01.11.22   | 22,4 30.12.21 | 40,9 2017  |
| Précipitations (mm)                   | 68,9          | 39             | 37,3          | 59,4          | 45            | 30            | 11,1          | 24,7           | 77,6           | 93,6            | 94,8            | 66,4          | 647,8      |

| Diagramme climatique                                  |         |           |           |          |            |              |              |              |              |             |             |
| J                                                     | F       | M         | A         | M        | J          | J            | A            | S            | O            | N           | D           |
| 12,92,468,9                                           | 13,7239 | 174,437,3 | 19,6759,4 | 2410,645 | 28,514,230 | 31,316,511,1 | 31,316,524,7 | 26,513,377,6 | 21,810,493,6 | 16,46,194,8 | 13,43,266,4 |
| Moyennes : • Temp. maxi et mini °C • Précipitation mm |         |           |           |          |            |              |              |              |              |             |             |

Les paramètres climatiques de la commune ont été estimés pour le milieu du siècle (2041-2070) selon différents scénarios d'émission de gaz à effet de serre à partir des nouvelles projections climatiques de référence DRIAS-2020. Ils sont consultables sur un site dédié publié par Météo-France en novembre 2022.

## Urbanisme

### Typologie
Au 1er janvier 2024, La Penne-sur-Huveaune est catégorisée grand centre urbain, selon la nouvelle grille communale de densité à 7 niveaux définie par l'Insee en 2022.
Elle appartient à l'unité urbaine de Marseille-Aix-en-Provence, une agglomération inter-départementale dont elle est une commune de la banlieue,. Par ailleurs la commune fait partie de l'aire d'attraction de Marseille - Aix-en-Provence, dont elle est une commune du pôle principal,. Cette aire, qui regroupe 115 communes, est catégorisée dans les aires de 700 000 habitants ou plus (hors Paris),.

### Occupation des sols
L'occupation des sols de la commune, telle qu'elle ressort de la base de données européenne d’occupation biophysique des sols Corine Land Cover (CLC), est marquée par l'importance des territoires artificialisés (60,4 % en 2018), une proportion sensiblement équivalente à celle de 1990 (60,3 %). La répartition détaillée en 2018 est la suivante :
- zones urbanisées (52,6 %),
- forêts (30,3 %),
- espaces ouverts, sans ou avec peu de végétation (9,3 %),
- zones industrielles ou commerciales et réseaux de communication (6,6 %),
- espaces verts artificialisés, non agricoles (1,1 %)[13].

L'évolution de l’occupation des sols de la commune et de ses infrastructures peut être observée sur les différentes représentations cartographiques du territoire : la carte de Cassini (XVIIIe siècle), la carte d'état-major (1820-1866) et les cartes ou photos aériennes de l'IGN à partir de 1950 .

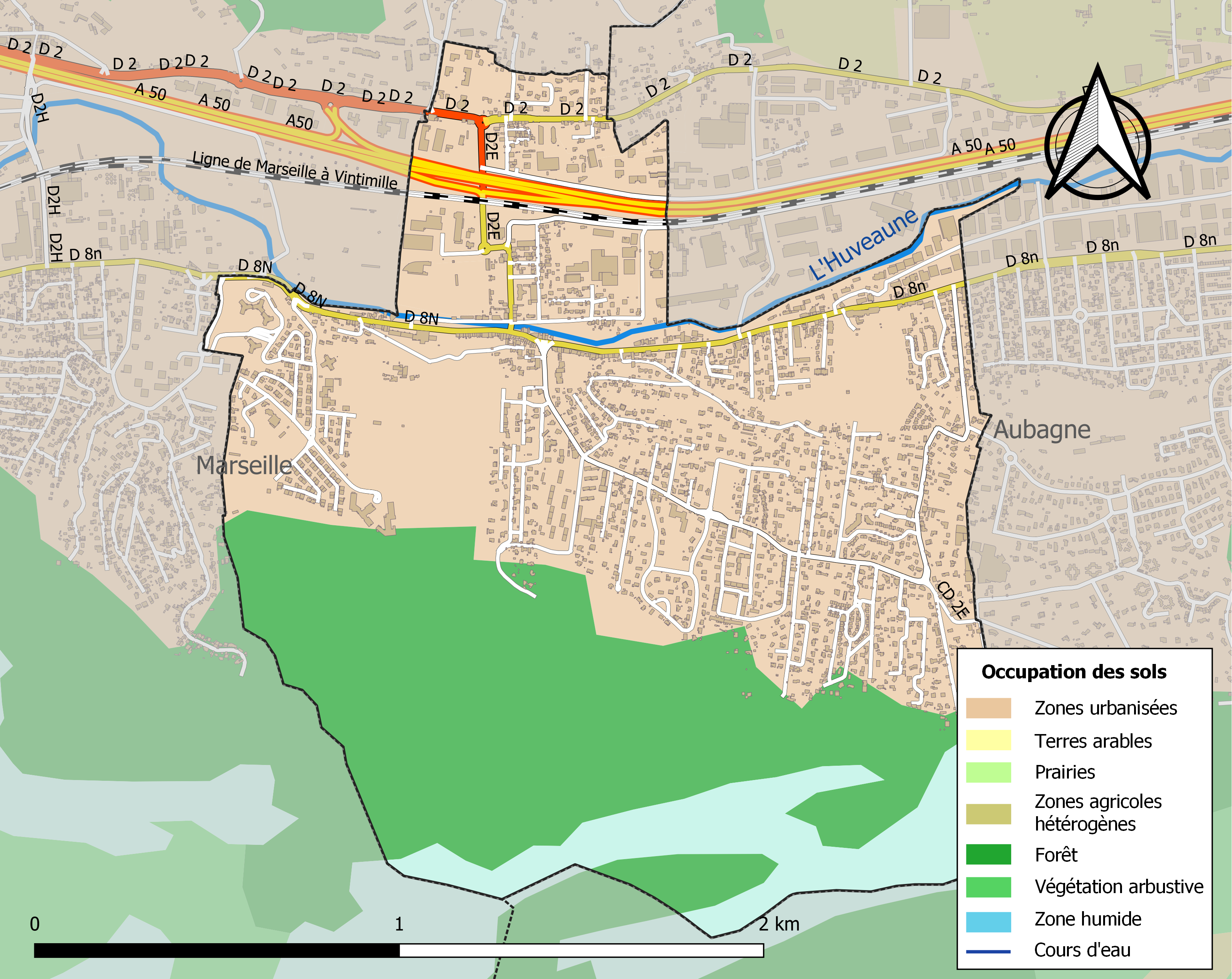
Carte des infrastructures et de l'occupation des sols de la commune en 2018 (CLC).

### Voies de communication et transports

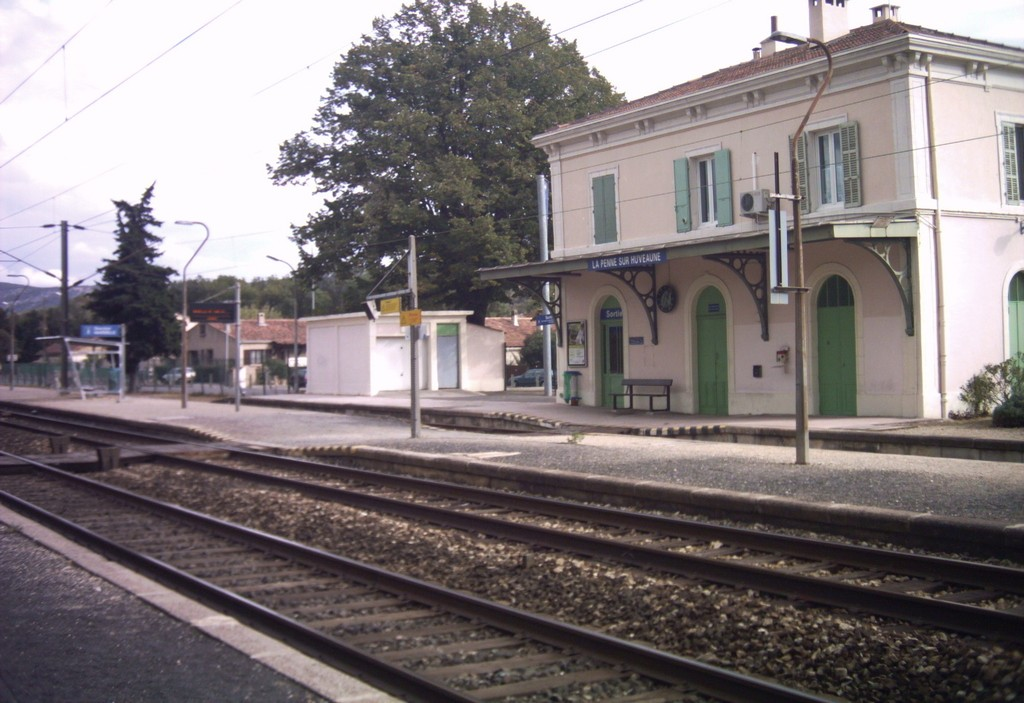
Gare de La Penne-sur-Huveaune.

#### Autoroute A50
voir Autoroute A50

#### Train
La Penne-sur-Huveaune est équipée d'une petite gare ferroviaire sur la ligne Marseille - Toulon.

#### Bus
La commune est desservie par les lignes de bus 4 et 6 du réseau Les lignes de l'agglo et la ligne 240 de la RDT13 (anciennement, elle était desservie par la ligne 40 de la RTM).
La ligne 6 des lignes de l'agglo relie le quartier Pennois (qui touche presque Marseille) des Restanques et la gare d'Aubagne. Il passe pour cela par le boulevard Voltaire, remonte le boulevard Jean-Jacques-Rousseau, descend le boulevard de la Queyrade, monte jusqu'à la clinique de la Casamance (Aubagne), va devant le château des Creissauds, va à l'école de la Perrussone, entre à Aubagne centre-ville et finit par le terminus à la gare d'Aubagne (terminus pour tous les bus de l'agglo ou RTM qui passent à Aubagne).
La ligne 240 de la RDT13 part du métro de la Fourragère, passe par le tramway Les Caillols, et dessert les 4 arrêts du Mouton, de la Penne, de la Poste et de la Bourgade pour se rendre au terminus de la gare d'Aubagne.
Un projet de tramway devrait apparaître dans les prochaines années, il démarrerait de la Penne-sur-Huveaune pour finir aux Paluds à Aubagne.

## Toponymie
Le nom de la commune en provençal est La Peno, ce qui signifie paroi, rocher, rempart de roches.
Le mot « pen », «penn », est également un terme generique dans les langues celtiques emportant la notion de promontoire, montagne, montagne divinisée, et par extension par anthropomorphique, tête — origine également considérée par Camille Jullian

## Histoire
La Penne-sur-Huveaune a un passé de plus de 2 000 ans que rappellent ses armoiries initiales. En effet elles portaient un laurier, en souvenir de la nymphe Daphné, premier amour d'Apollon mais non réciproquement, transformée en laurier par son père, Penne, "le dieu fleuve", afin de lui permettre d'échapper aux assiduités divines sans les blesser.
Initialement, le site porte le nom de La Peno. Le nom actuel, La Penne-sur-Huveaune, apparaît en 1212 dans les archives de l’abbaye Saint-Victor. La Penne-sur-Huveaune fut ensuite échangée au profit d'Aubagne, ville à laquelle elle resta liée jusqu'au XVII siècle.
Située sur une ancienne voie romaine, dont l'actuelle RN 8 suit le trajet, la commune abrite notamment, montée Charles-Paya, le Pennelus ou Pennelle. Il s'agit d'un édifice creux de 8 mètres de haut, construit en pierres liées par un mortier, avec un escalier permettant d'accéder au sommet sur la face sud, le tout ayant visiblement été l'objet de substructions successives. Sa base est rectangulaire (environ  6 x 2 m) s'élevant en forme de pyramide étagée sur environ six niveaux, rappelant la forme de la pyramide de Couhard près d’Autun ou encore de la mastaba de Saqqarah, à ceci près : aucune face n'est symétrique à l'autre. Nonobstant son appellation, la construction daterait de la fin du Ier siècle av. J.-C.. Elle fut classée monument historique de France le 12 juillet 1886.
La fonction du Pennelus n'est cependant pas connue, c'est pourquoi diverses hypothèses ont été émises:
- son édification initiale pourrait être antérieure à la colonisation phocéenne et à l'occupation romaine en raison de son appellation, si le mot « pen », «penn », devait effectivement venir du terme générique celtiques désignant la notion de promontoire, montagne
- il pourrait également s'agir d'une tour de guet voire borne de territoire, car elle figure sur une carte de 1636 avec la mention "Penelle", sur la carte de Cassini avec la mention “Turcad” et sur le plan de Nicolas de Fer en 1708  avec la mention “tour des Arabes”  et il est documenté qu'elle servit de vigie lors de l'épidémie de peste de 1720
- il pourrait s'agir d'un tombeau[17],[18] deux cuves cinéraires y ayant séjourné ayant été retrouvées à proximité peu avant 1908[19],[20] mais sans corps ni sarcophage[21],[22]
- il pourrait s'agir d'un édifice érigé après une bataille, des monnaies antiques romaines ayant été découvertes à proximité, peut-être à vocation votive
- En 2007, un certain Bernard Savelli[plus d'infos sur cet auteur svp] formule l'hypothèse de son intégration pendant le Moyen Âge dans les défenses du château fort des Seigneurs de Candolle[23], mais sans revenir ni renseigner sur la destination initiale de l'édifice[24].

## Politique et administration

### Tendances politiques et résultats
Le 6 mars 2022, à la suite de la démission de 13 membres du conseil municipal sous la mandature de Christine Capdeville, de nouvelles élections partielles sont réalisées. Deux candidats se sont présentés : Christine Capdeville, maire sortant, et Nicolas Bazzucchi, déjà candidat lors des élections municipales de 2020.
Nicolas Bazzucchi l'emporte avec 65,98% des voix, devant Christine Capdeville créditée de 34,02% des voix et un taux de participation établit à 53,84%.
| Scrutin             | Scrutin             | 1er tour | 1er tour | 1er tour | 1er tour | 1er tour  | 1er tour | 1er tour | 1er tour | 1er tour | 1er tour | 1er tour | 1er tour | 2d tour | 2d tour | 2d tour | 2d tour | 2d tour | 2d tour |
| Scrutin             | Scrutin             | 1er      | 1er      | %        | 2e       | 2e        | %        | 3e       | 3e       | %        | 4e       | 4e       | %        | 1er     | 1er     | %       | 2e      | 2e      | %       |
| ------------------- | ------------------- | -------- | -------- | -------- | -------- | --------- | -------- | -------- | -------- | -------- | -------- | -------- | -------- | ------- | ------- | ------- | ------- | ------- | ------- |
| Présidentielle 2017 | Présidentielle 2017 |          | FN       | 33,13    |          | LFI       | 24,32    |          | EM       | 15,93    |          | LR       | 15,69    |         | EM      | 50,89   |         | FN      | 49,11   |
| Présidentielle 2022 | Présidentielle 2022 |          | RN       | 32,02    |          | LFI       | 22,18    |          | LREM     | 20,39    |          | REC      | 10,44    |         | RN      | 56,69   |         | LREM    | 43,31   |
| Législatives 2022   | 9e                  |          | RN       | 28,14    |          | LFI-Nupes | 23,89    |          | Ren-Ens  | 16,72    |          | LR       | 11,51    |         | RN      | 54,47   |         | LFI     | 45,53   |
| Législatives 2024   | 9e                  |          | RN       | 49,28    |          | PS-NFP    | 26,18    |          | Ren-Ens  | 14,21    |          | LR       | 5,79     |         | RN      | 60,04   |         | PS      | 39,96   |

### Liste des maires
| Période                                  | Période         | Identité             | Étiquette | Qualité                             |
| ---------------------------------------- | --------------- | -------------------- | --------- | ----------------------------------- |
|                                          |                 | Marius Dravet        |           |                                     |
| 1944                                     | mars 1965       | Jean Pellegrin       |           |                                     |
| mars 1965 ?                              | mars 1971       | Jean Senès           |           |                                     |
| mars 1971                                | 1985            | Elie Uras            | PCF       |                                     |
| 1985                                     | 2003            | Geneviève Donadini   | PCF       | Juré de l'Affaire Christian Ranucci |
| 2003                                     | 3 février 2018  | Pierre Mingaud       | PCF       | Retraité de l'enseignement          |
| 3 février 2018                           | 6 mars 2022     | Christine Capdeville | PCF       |                                     |
| 6 mars 2022                              | Mandat en cours | Nicolas Bazzucchi    | SE        | Agent immobilier                    |
| Les données manquantes sont à compléter. |                 |                      |           |                                     |

## Population et société

### Démographie
L'évolution du nombre d'habitants est connue à travers les recensements de la population effectués dans la commune depuis 1793. Pour les communes de moins de 10 000 habitants, une enquête de recensement portant sur toute la population est réalisée tous les cinq ans, les populations de référence des années intermédiaires étant quant à elles estimées par interpolation ou extrapolation. Pour la commune, le premier recensement exhaustif entrant dans le cadre du nouveau dispositif a été réalisé en 2006.

En 2022, la commune comptait 6 618 habitants, en évolution de +2,88 % par rapport à 2016 (Bouches-du-Rhône : +2,48 %, France hors Mayotte : +2,11 %).
| 1793 | 1800 | 1806 | 1821 | 1831 | 1836 | 1841 | 1846 | 1851 |
| ---- | ---- | ---- | ---- | ---- | ---- | ---- | ---- | ---- |
| 670  | 664  | 644  | 670  | 715  | 698  | 722  | 759  | 807  |

| 1856 | 1861 | 1866 | 1872 | 1876 | 1881 | 1886 | 1891 | 1896 |
| ---- | ---- | ---- | ---- | ---- | ---- | ---- | ---- | ---- |
| 768  | 832  | 791  | 782  | 770  | 739  | 697  | 720  | 731  |

| 1901 | 1906 | 1911 | 1921 | 1926  | 1931  | 1936  | 1946  | 1954  |
| ---- | ---- | ---- | ---- | ----- | ----- | ----- | ----- | ----- |
| 847  | 875  | 778  | 983  | 1 452 | 1 657 | 1 824 | 2 516 | 3 078 |

| 1962  | 1968  | 1975  | 1982  | 1990  | 1999  | 2006  | 2011  | 2016  |
| ----- | ----- | ----- | ----- | ----- | ----- | ----- | ----- | ----- |
| 3 736 | 4 489 | 5 095 | 5 782 | 5 879 | 6 005 | 6 153 | 6 338 | 6 433 |

| 2021  | 2022  | - | - | - | - | - | - | - |
| ----- | ----- | - | - | - | - | - | - | - |
| 6 569 | 6 618 | - | - | - | - | - | - | - |

### Sports
- L'équipe de balle au tambourin de La Penne-sur-Huveaune est vice-championne d'Europe en salle en 1996, 1997, 1998, 2002, 2008.
- L'ES Pennoise est l'équipe de football amateur de la commune. Elle évolue en CFA 2. Elle accède en 2008, à la surprise générale, au 6e tour de la coupe de France de football en battant le Football Club Istres Ouest Provence, alors leader du National, 2 à 0[37]. Elle échoue lors du 7e tour contre le Club Sportif Louhans-Cuiseaux qui évolue en National, sur le score de 2 à 0. Le club a accédé à la DH (division d'honneur au terme de la saison 2008 / 2009). Au terme d'une saison 2011 / 2012 époustouflante, ils franchissent encore un palier et montent en CFA 2.
- Le Cornhole Huveaune Club (CHC) créé en 2022, premier club affilié à l'Organisation française de Cornhole (OFCH) depuis 2024. Le CHC est également le premier club à organiser un tournoi Final OFCH.
  - Palmarès Club:
    - Champion du Challenge Interclubs du Sud-Est : 2023 et 2024
    - Vainqueur de l'International Virtual Championship : 2024

  - Palmarès Joueurs:
    - Hervé Ferraro : 
      - Champion OFCH 2025

    - Noah Gicquiaud: 
      - Champion junior OFCH 2025

    - Jérôme "Obé" Paul: 
      - Vice-Champion OFCH 2025
      - Champion Top16 OFCH 2025

    - Christel Léonian: 3ème Féminine OFCH 2025
    - Sévane Lutel: 1ere Top8 Féminin OFCH 2025
    - Pascale Potier: 2nde Top8 Féminin OFCH 2025

### Équipements
La commune est dotée d'équipements sportifs (complexe municipal, salle polyvalente, terrain extérieur goudronné) comme la salle polyvalente La Colombe et le complexe sportif Germain-Camoin, de trois groupes scolaires primaire et maternelle (Beausoleil, Pierre-Brossolette et Jacques-Prévert), d'une médiathèque (Pablo-Neruda), d'une salle de spectacles, d'un cinéma, d'un centre culturel, d'une galerie du Pennelus pour expositions, d'une salle foyer-loisirs Charles-Grisoni pour le 3e âge, d'un centre de loisirs centre aéré de La Farandole. Elle ne dispose plus ni de gendarmerie (depuis plus de 15 ans), ni de commissariat de police nationale depuis sa fermeture en 2012.

## Culture et patrimoine

### Monuments et lieux touristiques

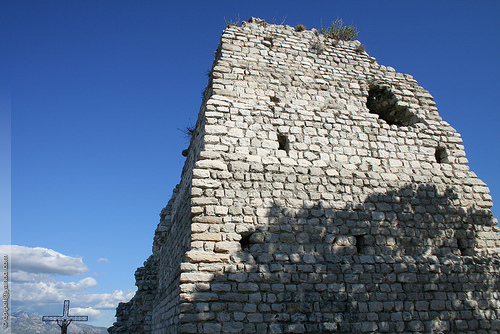
Le Pennelus, emblème et monument de La Penne-sur-Huveaune.

- Le Pennelus : une construction romaine du Ier siècle av. J.-C.,  Classé MH (1886).
- L'aqueduc, datant de 1866.
- L'église Saint-Laurent de La Penne-sur-Huveaune et ses vitraux.

### Patrimoine culturel et associatif
- La maison des activités socio-culturelles (MASC) offre une riche palette d'activités, notamment un groupe théâtre de qualité et très dynamique. La MASC abrite une salle de cinéma qui dispose d'une programmation attractive pour une tarification des plus modérées ;
- La nouvelle salle de spectacles permet d'accueillir une programmation variée ;
- L'association ACAL assure une animation culturelle de bon niveau pour une petite commune (balades archéologiques, conférences et expositions diverses).
- L'Association des Seniors Pennois (ASP), qui regroupe non seulement les Pennois à partir de 60 ans mais aussi ceux du canton ainsi que du 11e et 12e arrondissement de Marseille, organise voyages, soirées dansantes et concours de pétanque.
- Une bibliothèque municipale Pablo Neruda (accessible aussi aux habitants du 11e et du 12e arrondissement de Marseille) qui permet d'emprunter des livres, CD, Cassettes et DVD à condition de posséder une carte.

### Personnalités liées à la commune
- Jean Rivier, compositeur français, y est décédé le 6 novembre 1987.

### Héraldique
| Armes de La Penne-sur-Huveaune | Les armes peuvent se blasonner ainsi : Coupé : au 1er d'or au lévrier de sinople, au 2e de gueules à la barre d'argent. |